# George Wein

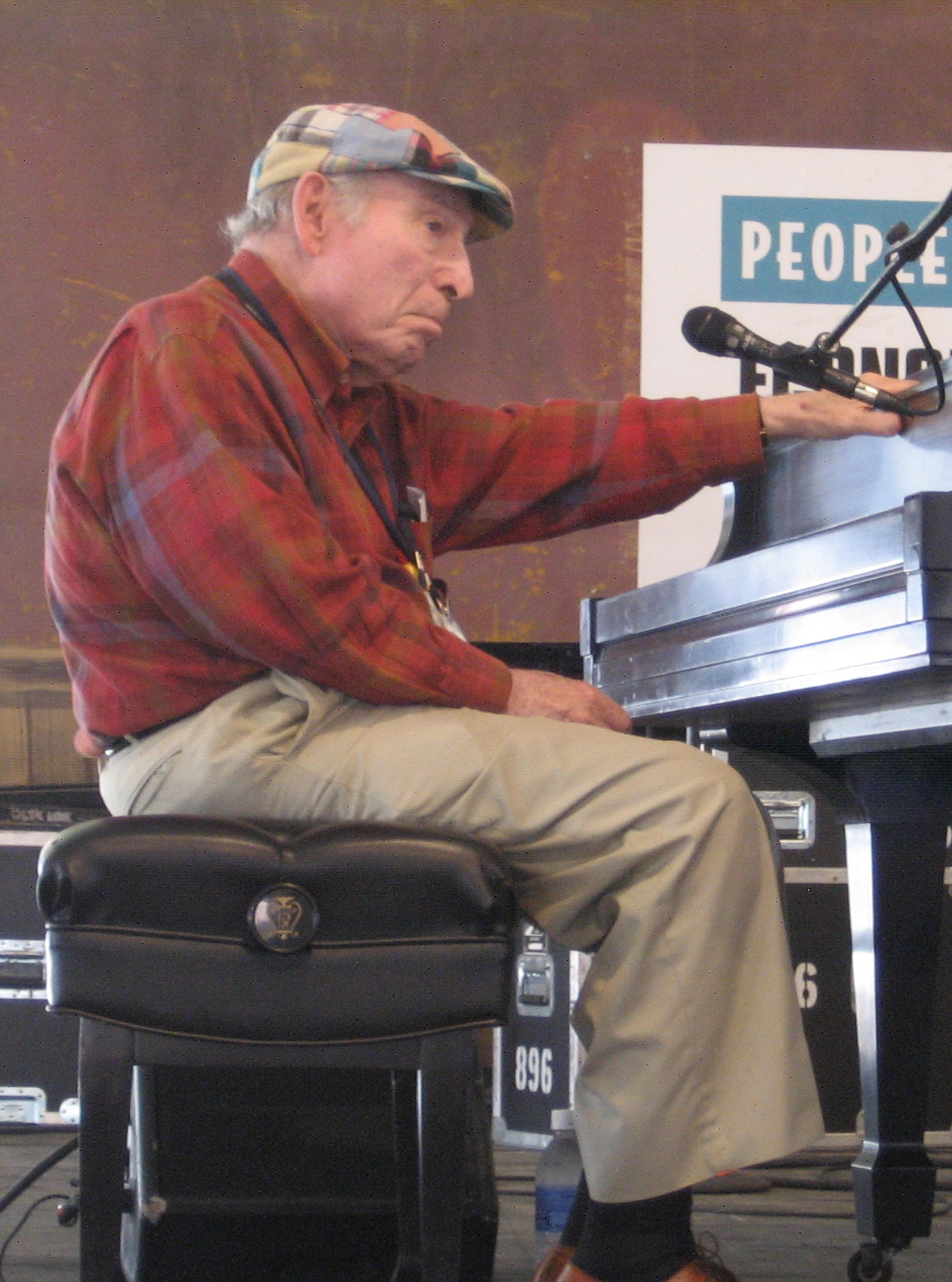
George Wein, 2009

George Theodore Wein (* 3. Oktober 1925 in Boston, Massachusetts; † 13. September 2021 in New York City) war ein US-amerikanischer Jazzmusiker und Impresario.

## Biografie
Wein studierte Piano bei Margaret Chaloff, Sam Sax sowie Teddy Wilson und begann bereits in jungen Jahren, sein Geld mit Jazzmusik zu verdienen. 1946 arbeitete er mit Max Kaminsky, 1947 mit Edmond Hall, 1948 mit Wild Bill Davison, danach mit Jimmy McPartland, Bobby Hackett, Jo Jones, Vic Dickenson und anderen.
1950 eröffnete er mit dem Storyville seinen ersten Club in Boston. Unter dem gleichen Namen führte er sein eigenes Platten-Label Storyville bis 1965. Seit 1954 organisierte er das Newport Jazz Festival. Im Laufe der Zeit initiierte er mit seiner Frau Joyce Wein andere wichtige Festivals, wie die Grande Parade du Jazz in Nizza, das Playboy Jazz Festival at the Hollywood Bowl, die New Orleans Jazz and Heritage Fair und das Boston Globe Jazz Festival. Ab 1964 war er mit Ralf Schulte-Bahrenberg und Joachim-Ernst Berendt an der Organisation der Berliner Jazztage beteiligt. Daneben machte Wein weiter Musik und lehrte Jazz in seiner Heimatstadt Boston. 1959 besuchte er mit einer All-Star-Gruppe Europa. 2007 verkaufte er die Rechte am Newport Jazz Festival und dem Newport Folk Festival an die Festival Network LLC unter Leitung von Chris Shields, die die Festivals mit verändertem Konzept fortsetzte.
George Wein erhielt zahlreiche Auszeichnungen für seine Verdienste um den Jazz. 2005 wurde er mit der NEA Jazz Masters Fellowship geehrt. 2011 erhielt er den Bruce Lundvall Award auf dem Jazzfestival in Montreal. Seine Autobiografie erhielt einen „Jazz Journalists Association Award“ als „Best Book about Jazz“.

## Diskografie
- Pee Wee Russell: We’re In the Money (Black Lion, 1953–54)
- Wein, Women and Song (1955)
- The Magic Horn of George Wein (1956)
- George Wein & the Storyville Sextet – Jazz at the Modern (1960)
- George Wein & the Newport All-Stars (1963)
- George Wein Is Alive and Well in Mexico (1968)
- George Wein’s Newport All-Stars (1969)
- Tribute To Duke (1969)
- The Newport Jazz Festival All-Stars (1984)
- European Tour (1987)
- Swing That Music (Affinity, 1993)